# Chocómanakin
Chocómanakin (Cryptopipo litae) är en fågelart i familjen manakiner inom ordningen tättingar.

## Utbredning och systematik
Fågeln delas in i två underarter med följande utbredning:
- C. l. suffusa – östra Panama (San Blas, Darién) och närliggande nordvästra Colombia
- C. l. litae – västra Anderna i västra Colombia och västra Ecuador (i syd huvudsakligen till Pichincha); dessutom norra delen av centrala Anderna i nordvästra Colombia (Antioquia)

Den kategoriserades tidigare som del av grön manakin (Cryptopipo holochlora) men urskildes 2016 som egen art av BirdLife International, 2022 av tongivande eBird/Clements och 2023 av International Ornithological Congress.

## Status och hot
Arten har ett stort utbredningsområde, men tros minska i antal, dock inte tillräckligt kraftigt för att den ska betraktas som hotad. Internationella naturvårdsunionen IUCN listar arten som livskraftig (LC).